# حشره‌خوار فلاور
 حشره‌خوار فلاور (نام علمی: Crocidura floweri) نام یک گونه از سرده حشره‌خوارهای دندان‌سفید است.